# Coppa dei Campioni d'Europa FIRA
La Coppa dei Campioni d'Europa FIRA fu una competizione continentale di club di rugby a 15 istituita nel 1961 dalla FIRA, all'epoca l'organismo alternativo alla IRFB di governo della disciplina.
Lo scopo era quello di creare una competizione di club per squadre campioni dei tornei delle Federazioni affiliate alla FIRA, ma che fosse aperta anche ai club delle Isole britanniche, le cui union tuttavia rifiutarono in quanto a loro dire «disdicevole» partecipare a tornei ufficiali.
Si tennero tre edizioni di torneo tra il 1961 e il 1967, che vide la partecipazione dei club campioni di Francia, Germania Ovest, Romania, Belgio, Marocco, Italia, Paesi Bassi e Cecoslovacchia, anche se solo le prime tre Federazioni ebbero una presenza in ciascuna delle edizioni disputate.

## Storia
La FIRA (Fédération Internationale de Rugby Amateur, «Federazione internazionale di rugby dilettantistico»), organismo nato nel 1934 a Parigi su iniziativa di diverse federazioni nazionali rugbistiche del continente europeo in contrapposizione all'International Rugby Football Union, che raggruppava le quattro Union delle Isole britanniche più Australia, Nuova Zelanda e Sudafrica, ebbe l'idea di organizzare negli anni sessanta una manifestazione di club sulla falsariga della Coppa dei Campioni di calcio, istituita dall'UEFA nel 1955.
In ragione di ciò, istituì nel 1961 un torneo destinato alle squadre campioni di club delle varie federazioni aderenti, cui furono invitati anche quelli appartenenti alle federazioni IRFB (Inghilterra, Galles, Irlanda e Scozia) che tuttavia rifiutarono in nome del dilettantismo e dell'incompatibilità di tale status con la partecipazione a tornei ufficiali.
Otto club si presentarono ai nastri di partenza della prima edizione, che si svolse nel biennio 1961-1962: RJ Bruxelles (Belgio), 08 Ricklingen (Germania Ovest), Hilversum (Paesi Bassi), ASPTT Rabat (Marocco), Béziers (Francia), Locomotiva-CFR (Romania), Santboiana (Spagna) e Benfica (Portogallo).